# Американська зброя (фільм, 2002)
Американська зброя (англ. American Gun) — американська драма 2002 року.

## Сюжет
Життя здавалося майже досконалим для Мартіна Тіллмана, поки фатальний постріл не обірвав життя його улюбленої дочки Пенні. Намагаючись розкрити таємницю вбивства, Мартін подорожує по країні від одного збройового складу до іншого, вистежуючи шлях зброї, що зруйнувала його щасливе життя.

## У ролях
- Джеймс Коберн — Мартін Тіллман
- Вірджинія Медсен — Пенні Тіллман
- Барбара Бейн — Енн Тіллман
- Александра Голден — Міа
- Райан Лок — молодий Мартін
- Ніша Троут — молода Енн
- Джессі Пеннінгтон — пастор
- Джейсон Вінтер — Майк
- Алекс Фельдман — Макні
- Паула О'Гара — Жасмин
- Мартін Коув — Теодор Гантлі